# 西宮少年合唱団
西宮少年合唱団（にしのみやしょうねんがっしょうだん）は、兵庫県西宮市の青少年の文化活動振興を目的に、1961年（昭和36年）10月14日に設立した、阪神間では戦後最古の少年少女合唱団である。少年合唱団とあるが、「少年期の子どもたち」という意味であるため、団員には女子がおり、むしろ男子団員は少数である。
2018年時点では全国的に各児童合唱団の団員数が減少傾向にあるが、本合唱団は大人数の少年少女合唱団として活動を続ける。

## 概要
1961年（昭和36年）10月14日に西宮市立津門小学校にて団結式が行われ設立。一期生は男女112人であった。設立以降、一時的に団員数が200人を超えた時代もあったが、現在の団員数は160人前後である。現在は小学4年生から高校2年生までが在団している。西宮市文化振興財団が主催し，事務局を西宮市文化振興財団事務局内に置く。
卒団生で構成されたOB合唱団として、女声合唱団アンサンブル・ピリカ、混声合唱団コールセラフィムが存在する。

## 入団方法
2021年12月現在では、年に一度、春に団員を募集している。小学4年生から中学2年生までの市内在住の男女に入団テストの受験資格がある。最長8年の在団期間を経て高校3年の春に卒団となる。かつては中学3年生で卒団というルールだった時代、入団試験の受験資格が小学4年から6年のみであった時代もあった。
入団試験は、課題曲の歌唱のほか、小学生4〜5年生程度の筆記試験が導入されているのが特色であり、志願者は基礎的な学力を問われる。例年多くて30名前後が入団する。

## 指導員
指導員は2021年12月時点で以下の通りである。
- 団長：中西覚
- 主任指導員：中川啓子
- 指導員：喜多あゆみ、秋山曜子、江頭義之、永和子

中川と永は同合唱団の卒団生である。
なお、名誉団長は現職の西宮市長である。

## 構成
入団1年目はC組、2年目はB組と呼ばれる。BC組として合同練習を行い、コンサートもBC組で出演することが多い。
入団3年目をA2組、4年目以降はA1組と呼ばれる。こちらも普段は合同練習を行い、コンサートもA組という括りで出演することが多い。
A組になると出演数が格段に増え、曲数や練習時間もBC組より倍増する。また、中学3年生以上の有志で構成されたアンサンブルクラスが存在し、A組の練習後さらに残って練習を行う。主に定期演奏会での特設ステージが発表の場だが、時折アンサンブルクラスのみでのコンサートの出演もある。
団員数が多いため、全団員が同じステージに出演するのは定期演奏会以外はほとんどない。
中学生で入団した場合に、卒団までの年月の短さと本人の希望を考慮しBC組を経ることなくA組へ編入となった例がある。

## 沿革
1961年（昭和36年）10月14日に西宮市立津門小学校にて団結式を行う。当時の団長は西宮市の小学校教諭であった鎌田廉平。
1962年（昭和37年）4月5日西宮、スポーケン姉妹都市提携記念式に初出演、5月13日第2回2000人の吹奏楽に出演、6月13日第2回西宮市民コーラス大会に出演、8月6日戦災死没者慰霊祭に出演、8月21〜22日夏季合宿を実施、10月6日第2期生の入団式、10月27日中央公民館開館式に出演、11月18日第1回定期演奏会を開催
1963年（昭和38年）1月15日 20才を祝うつどいに出演、1月19日第2回アマチュアトップコンサートに出演、2月24日ボーイスカウトB.P祭に出演、4月5日戦死没者慰豊祭に出演、5月11日第3期生の入団式、5月26日第3回西宮市民コーラス大会に出演、7月13日第3回2000人の吹奏楽に出演、7月26日西宮少年合唱団保護者会が設立、8月21日〜22日夏季合宿を実施、11月3日西宮市文教住宅都市宣言式に出演、11月24日第2回定期演奏会を開催
1964年（昭和39年）1月29日、2月23日、3月20日の計3回毎日放送のラジオ番組「歌のお姉さんと」に出演、4月4日慰霊祭に出演、6月13日第4期生の入団式、6月14日第4回西宮市民コーラス大会に出演、8月21日〜22日夏季合宿を実施、11月6日ハンガリー少年少女合唱団と交歓会を開催、11月29日第3回定期演奏会を開催
1965年（昭和40年）2月27日西武庫児童交通公園桜植樹会に参加、4月1日西宮市施行40周年記念市民音楽会に出演、4月5日慰霊祭に出演、5月29日第5期生の入団式、6月5日第5回2000人の吹奏楽に出演、7月4日第5回西宮市民コーラス大会に出演、7月31日、8月28日、29日、9月25日、10月30日の計5回市内巡回演奏会を開催、8月23日〜24日夏季合宿を実施、9月2日大阪少年少女合唱団発表会に賛助出演、11月6日近畿音楽教育研究大会に出演、11月28日第4回定期演奏会を開催
1966年（昭和41年）4月6日慰霊祭に出演、5月28日第6期生の入団式、6月5日第6回西宮市民コーラス大会に出演、7月16日平和都市宣言1周年記念式に出演、7月22日全国都市対抗三競技大会前夜祭に出演、8月27日〜29日夏季合宿を実施、9月14日西宮市老人福祉大会に出演、11月23日阪神少年音楽交歓大会に出演、11月27日第5回定期演奏会を開催
1967年（昭和42年）1月21日第6回アマチュアトップコンサートに出演、3月28日市民会館落成式に出演、3月30日市民会館落成記念、小・中・高合同音楽会に出演、4月5日慰霊祭に出演、4月23日「文教住宅都市西宮の歌」のレコーディングに参加、5月20日西宮吹奏楽発表会に賛助出演、5月21日第7期生の入団式、5月30日阪神少年音楽交歓会に出演、7月2日第7回西宮市民コーラス大会に出演、7月18日ソフィア少年少女合唱団との演奏会に出演、8月8日大阪、今治少年合唱交歓演奏会に賛助出演、8月25日〜27日夏季合宿を実施、8月28日西宮吹奏楽団たそがれコンサート賛助出演、9月3日ボーイスカウト結成式に出演、9月10日第6回定期演奏会を開催、12月25日大阪少年小女合唱団リサイタルに賛助出演
1968年（昭和43年）3月27日第1回西日本少年少女合唱連盟演奏会に出演、3月29日昭和42年度卒団式、4月5日慰霊祭に出演、4月20日鎌田廉平先生退任記念演奏会を開催、5月12日コール・セラフィムリサイタルに賛助出演、6月8日第8期生の入団式、6月9日西宮吹奏楽団演奏会に賛助出演、6月22日第3回阪神間少年音楽交歓大会に出演8月9日皇太子御夫妻歓迎演奏会に出演、8月23日夏季合宿を実施、9月1日第8回西宮市民コーラス大会に出演、9月15日第7回定期演奏会を開催、11月10日ファミリー演奏会に出演、11月13日全国公民館大会に出演
1969年（昭和44年）1月8日新春コンサート（西日本）に出演、1月15日成人式に出演、1月18日第8回アマチュアトップコンサートに出演、3月8日公開練習（東京荒川少年少女合唱隊渡辺先生による）を実施、3月26日昭和43年度卒団式、3月28日西日本少年少女合唱連盟第2回発表会に出演、4月4日慰霊祭に出演、4月20日国立音楽大学合唱演奏会に賛助出演、5月17日第9期生の入団式、6月1日第2回コールセラフィム（OBリサイタル）に出演、6月8日第9回西宮市民コーラス大会に出演、6月15日学文女声合唱団発表会に賛助出演8月21日西日本合同コーラスキャンプに参加、8月24日たそがれコンサートに出演、8月27日〜29日夏季合宿を実施、9月21日第8回定期演奏会を開催、10月6日国立ポーランド少年少女合唱団との交歓パーティに参加、10月19日第2回少年少女合唱の集いに参加、10月25日国際ロータリー第368地区年次大会に出演、12月13日あすに向かう子らの集いに出演、12月23日 1969年さよならコンサートに出演
1970年（昭和45年）1月15日成人式に出演、1月17日第9回アマチュアトップコンサートに出演、3月26、27、30日第5回アジア少年少女合唱祭万国博大会に出演、3月28日第3回西日本少年少女合唱連盟発表会に出演、3月30日昭和44年度卒団式、4月6日慰霊祭に出演、5月10日コール・セラフィム（OB）リサイタルに出演、5月30日第10期生の入団式、6月7日第10回西宮市民コーラス大会に出演、8月26日〜28日夏季合宿を実施、9月13日第9回定期演奏会を開催、11月22日第19回西宮市勤労感謝祭前夜祭に出演、12月22日 1970年さよならコンサートに出演、12月26日尼崎少年少女合唱団第1回演奏会に賛助出演

## 著名な卒団生
- なかにしあかね（作曲家）
- もりちよこ（作詞家）